# Ханс-Дитрих Геншер
Ханс-Дитрих Геншер (на немски: Hans-Dietrich Genscher) е германски политик (СДП).
В периода 1969 – 1974 г. е министър на вътрешните работи в правителството на Вили Бранд, а от 1974 до 1992 г. почти непрекъснато е министър на външните работи и вицеканцлер на Федерална република Германия в правителствата на Хелмут Шмид и Хелмут Кол. Дългогодишен председател на Свободната демократична партия на Германия (1974 – 1985).

## Избрани отличия и награди
- 1973 и 1975 – Федерален орден за заслуги[2][3]
- 1986 – Голям кръст на Ордена на почетния легион[3]
- 1987 – Голям кръст на португалския Ordem do Mérito
- 1987 – Почетен гражданин на Коста Рика[2]
- 1990 – Награда на принца на Астурия[4]
- 1992 – Орден за заслуги на Република Полша[3]
- 1992 – Орден за заслуги на Република Унгария[3]
- 1996 – Орден на дука Трпимир (Хърватия)[5]
- 2002 – Почетен доктор на Шчечинския университет[3]
- 2003 – Почетен доктор на Лайпцигския университет[3]
- 2004 – Награда „Ерих Кестнер“[3]
- 2006 – Награда за мир на Фондация „Фридрих Науман“[3]
- 2007 – Орден за заслуги на Северен Рейн-Вестфалия
- 2008 – Награда „Валтер Ратенау“[3]
- 2010 – Орден за заслуги на Саксония-Анхалт[6]
- 2010 – Награда „Бамби“[3]
- 2013 – Награда „Виадрина“
- 2015 – Награда „Хенри Кисинджър“ на Американската академия в Берлин (заедно с Джорджо Наполитано)[7]